# János Irinyi
János Irinyi (pronunție în maghiară [ˈjaːnoʃ ˈiriɲi]; scris, uneori, și János Irínyi; 18 mai 1817, Albiș, azi în comuna Buduslău, județul Bihor, România – 17 decembrie 1895) a fost un chimist maghiar, inventator al chibritului silențios și neexploziv.  El a realizat acest lucru prin amestecarea fosforului cu dioxid de plumb în loc de clorat de potasiu folosit anterior.
Irinyi a luat parte, de asemenea, la Revoluția Maghiară din 1848.

## Biografie
A studiat mai întâi la Debrețin, dar studiile superioare de chimie le-a făcut la Politehnica din Viena. În 1838 a publicat la Berlin o carte de teorie a chimiei, care trata în special acizii.
Irinyi a inventat în 1836 o nouă variantă de chibrit, care a fost mult mai puțin exploziv. El a fost inspirat în această invenție de un curs al lui Paul Traugott Meissner de la Politehnica din Viena, care arăta că dioxidul de plumb și de sulf, atunci când intră în contact produc o reacție inflamabilă. În anul 1840 a fondat la Budapesta prima fabrică de chibrituri din Ungaria.
A avut un rol important în lupta maghiară pentru libertate de la 1848-1849 împotriva Austriei. Lajos Kossuth i-a încredințat sarcina de a se ocupa cu turnarea tunurilor și fabricarea prafului de pușcă. În plus, el a fost cel care a formulat celebrele 12 cerințe ale luptei maghiare pentru libertate.